# Miroslav Schäferling
Miroslav Schäferling (17. listopadu 1905 Královské Vinohrady – 28. prosince 1969) byl prvním československým amatérským vysílačem, držitelem řady československých, evropských i světových radioamatérských rekordů, vynálezcem v oboru radiotechniky a aktivním účastníkem domácího protinacistického odboje. Za německé okupace i za komunistického režimu byl vězněn.

## Život

### Činnost před 2. světovou válkou
V roce 1930 absolvoval České vysoké učení technické v Praze, obor strojní a elektrotechnické inženýrství. Již během studia sestrojil a uvedl do provozu několik krátkovlnných vysílačů. Ministerstvo pošt a telegrafů (MPT) mu 5. června 1930 vydalo první československou koncesi pro radioamatérské vysílání s volací značkou OK1AA.
Po skončení studií pracoval u Radiotechnického úřadu. V roce 1935 se stal šéfem nově zřízené Kontrolní služby radioelektrické (KSR). Ve volném čase se plně věnoval radioamatérskému sportu.
V roce 1934 přišel do styku s aférou „Formis“. Protifašisticky smýšlející technický šéf stuttgartského rozhlasu Ing. Rolf Formis překročil hranice Československa a zřídil zde ilegální rozhlasovou stanici „Die Schwarze Front“, ze které vysílal do Německa protihitlerovské a protinacistické programy. Na německé protesty musela československá vláda alespoň formálně reagovat. Schäferling byl pověřen MPT k lokalizování rozhlasové stanice „Die Schwarze Front“. Ačkoliv disponoval technickými prostředky, které snadno umožňovaly odhalit místo jejího vysílání, tento úkol neustále protahoval a tak přes německé diplomatické nóty a opakované protesty německého vyslance Dr. Kocha v Černínském paláci vysílala tato stanice nerušeně dál až do doby, kdy byla odhalena německými agenty a její zřizovatel a operatér Ing. Formis jimi byl zastřelen. Vysílač však zůstal zachován a je uložen v Národním technickém muzeu v Praze.

### Činnost za okupace
Po vstupu německých vojsk 15. března 1939 ukrýval Schäferling část radiomateriálu, kterým KSR disponovala, zničil její jediný inventární seznam majetku a nechal v dílnách vyvinout zařízení vhodná pro bezpečný provoz tajných vysílačů, např. dálkové zapínání a klíčování krátkovlnného vysílače miniaturním ultrakrátkovlnným vysílačem, aby při případném zaměření a zajištění hlavního vysílače byl radiotelegrafista v bezpečí. V červenci 1939 předal tento materiál ilegální odbojové organizaci Obrana národa a účastnil se vybudování vnitrostátní ilegální radiotelegrafické sítě a zajišťování spojení Obrany národa se zahraničím. Byl zatčen gestapem a držen ve vyšetřovací vazbě déle než rok a půl. Při výsleších bylo proti němu použito násilí, takže skončil s vážnými zraněními ve vězeňské nemocnici. Přesto nic neprozradil a jeho statečnost a statečnost dalších zatčených členů organizace nepochybně jemu i jim zachránila život, nicméně utrpěná zranění mu zanechala trvalé následky.

### Činnost po roce 1945
Po osvobození v roce 1945 se ve volném čase opět plně věnoval radioamatérskému sportu. Na 1. poválečném sjezdu spolku Českoslovenští amatéři vysílači (ČAV) byl zvolen členem jeho ústředního výboru a na ustavující schůzi pražské odbočky ČAV jejím předsedou.
Ačkoliv se mu rýsovala v zaměstnání státního úředníka slibná kariéra (citace z osobního dopisu ministra pošt F. Hály M. Schäferlingovi: „…Vašich zásluh o vlast nebude zapomínáno ani při úpravách Vašeho úředního postavení…“), toužil po technické tvůrčí práci. Nastoupil do Výzkumného ústavu sdělovací techniky A. S. Popova (VÚST) jako vedoucí jednoho z vývojových oddělení.
V roce 1960 s ním byl uspořádán vykonstruovaný soudní proces, kterého se musel zúčastnit velký počet pracovníků VÚST. Bylo mu kladeno za vinu (citace z rozsudku Městského soudu v Praze vyneseného dne 7. června 1960: „…je vinen, že … z nenávisti k lidově demokratickému státnímu zřízení, jako vedoucí pracovník VÚST … ohrožoval … plnění důležitých vojenských zakázek … podřízené zaměstnance nepřímo nabádal, případně jim umožňoval, aby na uložených úkolech nepracovali … Polehčující okolnost, že vedl před spácháním trestného činu řádný život pracujícího člověka soud obžalovanému nepřiznal, neboť to odporuje jeho nepřátelskému postoji k našemu zřízení…“). Byl odsouzen k nepodmíněnému odnětí svobody v trvání šesti let, spolu s trestem ztráty čestných práv občanských na tři roky a propadnutí celého majetku.
Ve vězení strávil celých šest let. Jeho majetek byl v plném rozsahu zabaven včetně materiálu pro radioamatérské vysílání. Po propuštění se k radioamatérské činnosti nevrátil a ani nemohl. Pracoval nějakou dobu jako údržbář. Po těžké nemoci zemřel v prosinci 1969. Zcela rehabilitován byl v roce 1993. Jeho dědicům – manželce Růženě a synovi Jiřímu – bylo přiznáno odškodnění za jeho věznění a zabavený majetek dle příslušných předpisů.

## Udělená vyznamenání
V roce 1946 udělil prezident republiky Miroslavu Schäferlingovi dvě vyznamenání:
- Československý válečný kříž  (1946)
- Československá vojenská medaile za zásluhy  1. stupně (1946)